# Euchrysops osiris
Euchrysops osiris is een vlinder uit de familie van de Lycaenidae. De wetenschappelijke naam van de soort is voor het eerst gepubliceerd in 1855 door Carl Heinrich Hopffer.
De soort komt voor in het Afrotropisch gebied.